# La Fraternité de 1845
La Fraternité de 1845, « organe des intérêts du peuple, journal de réorganisation sociale et de politique générale » puis « organe du communisme »,,, est une publication ouvrière mensuelle éditée en France de janvier 1845 à février 1848.
Le journal défend tout à la fois la liberté, l’égalité et la fraternité. « Communiste » anti-autoritaire pré-marxiste, il affirme l’espoir politique de « tout ce qui travaille et souffre », l’horizon des manœuvriers, des terrassiers, des agriculteurs, des couturières et des petits commerçants qui peinent tandis que les banquiers et les agioteurs réalisent « des gains énormes ».
Pour le journal, le communisme est « la voix du peuple revendiquant pour tous des droits et des devoirs égaux », « une protestation des déshérités, une négation d'un ordre social mauvais ».

## Éléments historiques
Après L'Humanitaire, en 1841, c'est le second titre de presse, en France, à se réclamer explicitement du « communisme ».
Dans son ouvrage, Le mouvement littéraire socialiste depuis 1830, J.-M. Gros, le décrit comme l' « organe du communisme athée et absolu ».
Dans le deuxième numéro (en février 1845), il est annoncé que le premier numéro a été tiré à 1200 exemplaires et qu'il est déjà épuisé. Comme on le réclame et que les formes ont été détruites, il est demandé aux lecteurs de le ramener au bureau du journal afin de le remettre en circulation. Par ailleurs dans ce même deuxième numéro, il y a une publicité pour un artiste qui effectue des « bustes de Babeuf et de Buonarroti de même grandeur » (Gracchus Babeuf et Philippe Buonarroti sont des pères fondateurs du communisme). En février 1845, un rédacteur du journal La Réforme a évoqué la renaissance de La Fraternité en qualifiant le journal d'« organe intelligent des intérêts du Peuple » et de « sentinelle avancée dans le champ des théories sociales ».
Dans le troisième numéro (en mars 1845), les ouvriers dénoncent l'expulsion de « plusieurs littérateurs socialistes allemands, qui n’avaient pas cessé de prêcher dans le journal le Vorwartz (En avant) la sainte alliance des deux peuples. Parmi eux se trouve le philosophe communiste M. Charles Marx, de Trèves ». 
En août 1845, ils dénoncent l'enfumade commise par les troupes du lieutenant-colonel Pélissier dans des grottes de Dahra : « Un horrible sacrifice au dieu des carnages a été consommé en Algérie, non par les hordes arabes, mais, ô honte ! au nom de la civilisation européenne, par des Français ! »
Dans son neuvième numéro (septembre 1845), La Fraternité affirme qu'avec elle « c'est l'intelligence populaire qui fait son avènement dans le domaine social et s'élève à la conception des principes de liberté, d'égalité et de fraternité véritables »,.
En décembre 1846 (numéro 24, page 202), le journal fustige les avocats de La réforme, les « Messieurs » du journal Le National qui se servent des ouvriers comme d'un « marche-pied » à des « ambitions en expectative » et qui « cherchent à [les] envelopper par leurs manœuvres cauteleuses ».
En mai 1847, le journal critique le premier départ des disciples d’Étienne Cabet au Texas car un communiste ne devrait pas « abandonner le foyer où s’élaborent toutes les grandes idées qui, de ce point, rayonnent et se répandent sur le monde qu’elles doivent régénérer ».
Jacques Grandjonc estime que le journal « pouvait subsister avec 300 exemplaires ». Les tirages sont en moyenne de 1500.

### Fondateurs et collaborateurs
- Pierre Vinçart[15]

- Louis Allard[16]

- Castagné[17]

- Denis

- Pierre Leroux[18]

- Pouvret[19]

- Joseph Benoît[20]
- André-Marie Savary (ex-cordonnier)[5]
- Louis Adam (cambreur)
- Fontan (cordonnier)
- Narcy (serrurier)
- Pinault (commis en librairie)
- Stévenot (compositeur typographe)
- Voinier (teneur de livres)

## Homonymie
Bien d'autres organes de presse portent ce titre.
- En mai 1841, Richard Lahautière fonde son propre journal, La Fraternité, journal moral et politique, dont il est rédacteur en chef[21]. Après L'Égalitaire, cette publication est pendant quelques mois l'organe du courant le plus révolutionnaire du communisme français néo-babouviste, le courant plus pacifique et spiritualiste s'exprimant dans Le Populaire d'Étienne Cabet[22].